# Graphic Packaging
Graphic Packaging International (NYSE: GPK) er en amerikansk virksomhed med hovedkvarter i Sandy Springs, Georgia. De producerer emballage i pap og karton. Der er ca. 24.000 ansatte.